# 大いなる遺産 (1946年の映画)
『大いなる遺産』（おおいなるいさん、原題: Great Expectations）は、デヴィッド・リーン監督、脚本による1946年のイギリスのドラマ映画。チャールズ・ディケンズによる同名の小説を原作としている。

## キャスト
※括弧内は日本語吹替（初回放送1963年4月29日『劇映画』15:30 - 17:30）
- ピップ：ジョン・ミルズ（声：大塚国夫）
- 若年期のピップ：アンソニー・ウェイジャー（英語版）（声：笹川文子）
- エステラ・ハヴィシャム（英語版）：ヴァレリー・ホブソン（英語版）（声：平松淑美）- ハヴィシャム家の養女。
- 若年期のエステラ・ハヴィシャム：ジーン・シモンズ（声：杉田郁子）
- ジョー・ガージャリー：バーナード・ミルズ（英語版）（声：福田豊士）- ピップの姉の夫。鍛冶屋。
- ジャガーズ氏：フランシス・L・サリヴァン（松本克平）- ロンドンの弁護士。
- エイベル・マグウィッチ（英語版）：フィンレイ・カリー（英語版）（声：北村和夫）- 脱獄囚。
- ミス・ハヴィシャム（英語版）：マーティタ・ハント（英語版）（声：東恵美子）- 大邸宅の女主人。
- ハーバート・ポケット: アレック・ギネス - 後のピップの親友。
- 若年期のハーバート・ポケット：ジョン・フォレスト
- ウェンミック氏（英語版）：アイヴァー・バーナード（英語版） - ジャガーズ氏の部下。
- ガージャリー夫人：フリーダ・ジャクソン（英語版） - ピップの姉。ジョーの妻。
- ベントレー・ドランムル：トリン・サッチャー - エステラの婚約者。
- ビディ：アイリーン・アースキン（声：本山可久子）

## 評価
2011年2月に『タイム・アウト・ロンドン』誌が発表したイギリス映画のベスト100では25位となった。

### 受賞・ノミネート
| 賞           | 部門           | 候補                                                                    | 結果       |
| ------------ | -------------- | ----------------------------------------------------------------------- | ---------- |
| アカデミー賞 | 作品賞         | ロナルド・ニーム アンソニー・ハヴロック＝アラン                         | ノミネート |
| アカデミー賞 | 監督賞         | デヴィッド・リーン                                                      | ノミネート |
| アカデミー賞 | 脚色賞         | アンソニー・ハヴロック＝アラン デヴィッド・リーン ロナルド・ニーム      | ノミネート |
| アカデミー賞 | 撮影賞（白黒） | ガイ・グリーン                                                          | 受賞       |
| アカデミー賞 | 美術賞         | ジョン・ブライアン（美術監督） ウィルフレッド・シングルトン（装置監督） | 受賞       |